# Oreste Bandini
Pour les articles homonymes, voir Bandini.
Oreste Bandini, né à Borgo San Lorenzo le 11 juillet 1860 et mort en Rade de Valone le 11 décembre 1916, est un général italien, qui, au cours de la Première Guerre mondiale, est commandant du XVIe corps d'armée opérant en Albanie.

## Biographie
Il est né à Borgo San Lorenzo, dans la province de Florence, le 11 juillet 1860, fils de Giovanni Battista. Promu lieutenant (tenente), il sert dans le 51e régiment d'infanterie, puis, devenu capitaine en 1889, il est transféré au 44e régiment d'infanterie. Il est ensuite transféré à l'état-major général et sert dans la division militaire de Livourne (16e), alors sous le commandement du lieutenant général Adelchi Pierantoni.
Lieutenant-colonel (Tenente colonnello) en 1900, il sert au 31e régiment d'infanterie, et avec le même grade en 1908, il occupe le poste de chef d'état-major de la division militaire de Florence (15e), alors sous le commandement du lieutenant-général Giuseppe Della Noce. Promu colonel (colonnello), il est destiné à servir au commandement du XIe corps d'armée, dont il deviendra ensuite le chef d'état-major.
Promu major général (maggior generale), il prend le commandement de la brigade de Pinerolo, puis est transféré le 3 janvier 1915 à celui de la brigade de Pistoia, qu'il quitte le 14 février 1915 lorsqu'il est mis à disposition.
Lorsque le royaume d'Italie entre en guerre le 24 mai 1915, il occupe le poste de chef d'état-major de la 4e armée, alors sous le commandement du lieutenant général Luigi Nava. Lorsque Nava est relevé de son commandement le 11 novembre 1915, il sert sous les ordres du nouveau commandant, le général Mario Nicolis di Robilant, jusqu'à ce qu'il soit remplacé par le général Giuseppe Pennella.
Le 18 juin 1916, il remplace le général Settimio Piacentini à la tête du XVIe corps d'armée opérant en Albanie,. Ce corps d'armée compte environ 100 000 hommes répartis entre la 38e (brigades "Savona" et "Puglie"), la 43e (brigades "Arno" et "Marche") et la 44e division d'infanterie (brigades "Taranto" et "Verona").
Il meurt le 11 décembre de la même année, dans le naufrage du cuirassé Regina Margherita qui a coulé à cause de l'impact de deux mines alors qu'il quittait la rade de Vlora. Son corps a ensuite été retrouvé et enterré dans le cimetière catholique de Vlora. Il laissa sa femme, qui vivait à Bologne, et cinq enfants, quatre garçons et une fille. Une rue de Borgo San Lorenzo porte son nom.

## Décorations
- Chevalier de l'ordre de la Couronne d'Italie
- Officier de l'ordre des Saints-Maurice-et-Lazare - 1915[11].
- Médaille commémorative de la guerre italo-autrichienne 1915-1918
- Médaille commémorative de l'Unité italienne
- Médaille italienne de la Victoire interalliée

## Source
- (it) Cet article est partiellement ou en totalité issu de l’article de Wikipédia en italien intitulé « Oreste Bandini » (voir la liste des auteurs).